# Virginia (Irlandia)

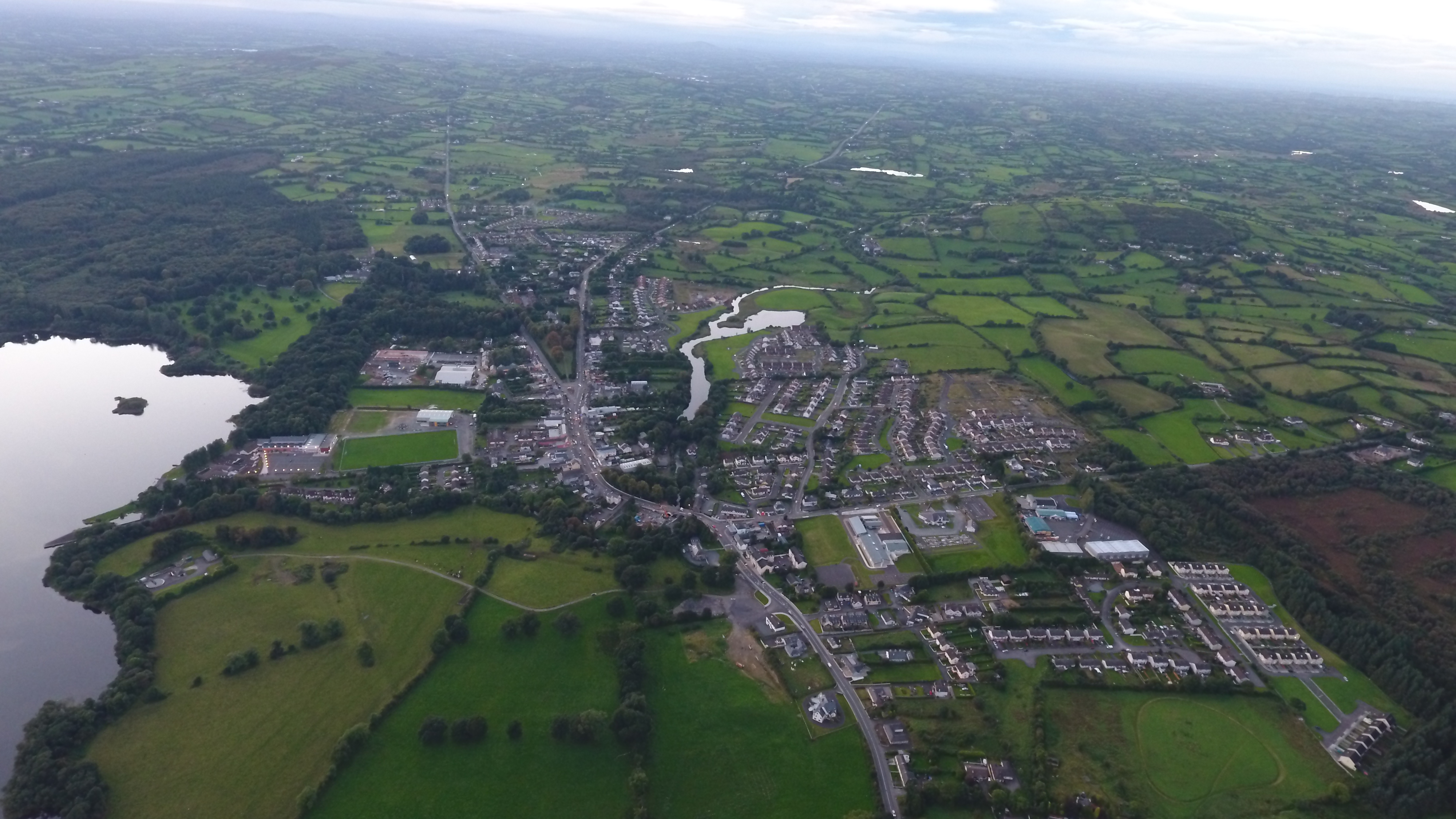
Virginia z lotu ptaka

Virginia (irl. Achadh an Iúir) – miasto w hrabstwie Cavan w Irlandii usytuowane przy trasie N3, 85 km od Dublina i 30 km od Cavan. Liczba ludności w 2011 roku wynosiła 2282. Miasto jest położone przy jeziorze Ramor.

## Historia
Początki miasta sięgają XVII wieku, gdy w tych rejonach powstawał projekt plantacji Ulsteru. W 1612 roku angielski podróżnik John Ridgeway rozpoczął budowę drogi pomiędzy miastami Cavan i Kells. Początkowa osada plantacji przeniosła się później w rejony swojej obecnej lokalizacji nad jezioro Ramor. Nazwa Virginia została nadana na cześć imienia królowej angielskiej Elżbiety I.

## Gospodarka
Lokalny przemysł składa się głównie z rolnictwa i przetwórstwa mleka. W miejscowej fabryce jest produkowane między innymi mleko w proszku i śmietana do popularnego na świecie likieru marki Baileys. Jest jedynym miejscem w Irlandii, w którym odbywają się coroczne pokazy Agricultural Show oraz Virginia Pumpkin Festival.